# Salbris

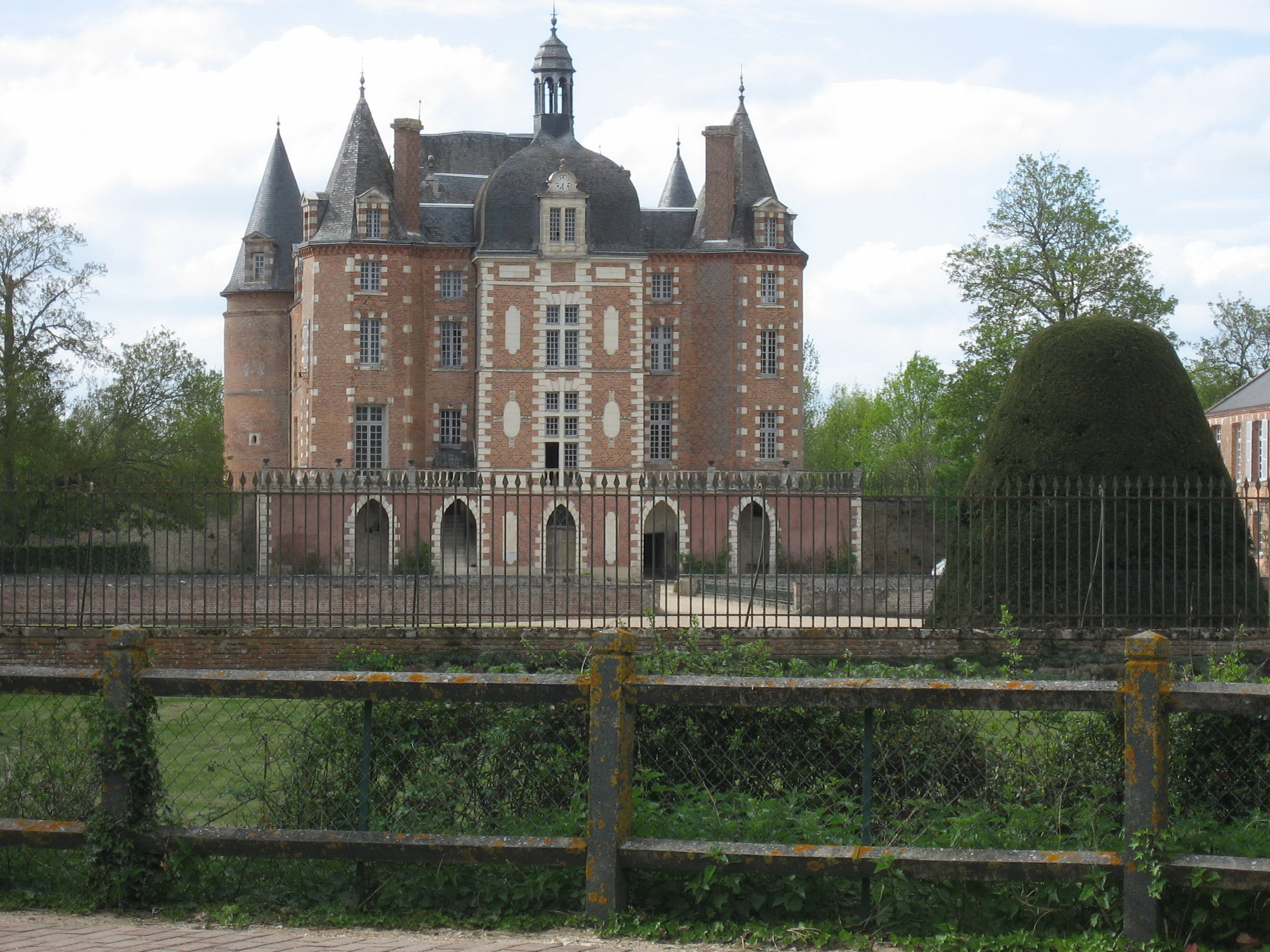
Les seigneurs du Château de La Ferté-Imbault, étaient également seigneurs de Salbris.

Salbris (gaulois transalpin : Salera briva) est une commune française située dans le département de Loir-et-Cher en région Centre-Val de Loire.
Chef-lieu du canton de la Sologne, Salbris est la deuxième ville la plus importante de Sologne après Romorantin-Lanthenay. Elle est également la plus grande commune du Loir-et-Cher en superficie (106 km2). Avec ses 10 000 hectares de forêts privées dédiées à la chasse à tir au cœur de la Sologne cynégétique (dite « Grande Sologne »), Salbris est considérée comme la capitale française de la chasse.

## Géographie

### Localisation et communes limitrophes
La commune de Salbris est le chef-lieu du canton de la Sologne. Elle se trouve à l'est du département de Loir-et-Cher, dans la petite région agricole de la Grande Sologne,. À vol d'oiseau, elle se situe à 57,5 km  de Blois, préfecture du département, et à 24,2 km de Romorantin-Lanthenay, sous-préfecture du Loir-et-Cher.
Les communes les plus proches sont : 
La Ferté-Imbault (8,5 km), Souesmes (10,2 km), Selles-Saint-Denis (10,7 km), Pierrefitte-sur-Sauldre (12,3 km), Theillay (12,4 km), Nouan-le-Fuzelier (12,6 km), Nançay (13,5 km)(18), Saint-Viâtre (14,2 km) et Marcilly-en-Gault (14,2 km).
Les communes limitrophes sont Nançay, La Ferté-Imbault, Nouan-le-Fuzelier, Pierrefitte-sur-Sauldre, Saint-Viâtre, Souesmes et Theillay.
Salbris est situé en Sologne, au centre de la région Centre-Val de Loire et à l'est du département de Loir-et-Cher. Elle appartient historiquement à la province de l'Orléanais. Elle est située à l'ouest de la Méridienne Verte (ou Méridien de Paris). Salbris est située à 22 km de Vierzon, 20 km de Lamotte-Beuvron, 24 km de Romorantin-Lanthenay, 46 km de Bourges, 54 km d'Orléans, 57 km de Blois et 161 km de Paris.

### Géologie et relief
L'amplitude de relief de la ville est de 35 mètres.
| Altitude minimale                | 96 mètres  |
| Altitude maximale                | 131 mètres |
| Altitude moyenne sur la commune  | 114 mètres |
| Altitude de la mairie de Salbris | 106 mètres |

### Climat
Pour des articles plus généraux, voir Climat du Centre-Val de Loire et Climat de Loir-et-Cher.
En 2010, le climat de la commune est de type climat océanique dégradé des plaines du Centre et du Nord, selon une étude du CNRS s'appuyant sur une série de données couvrant la période 1971-2000. En 2020, Météo-France publie une typologie des climats de la France métropolitaine dans laquelle la commune est exposée à un climat océanique altéré et est dans la région climatique  Centre et contreforts nord du Massif Central, caractérisée par un air sec en été et un bon ensoleillement. 
Pour la période 1971-2000, la température annuelle moyenne est de 10,9 °C, avec une amplitude thermique annuelle de 15,3 °C. Le cumul annuel moyen de précipitations est de 725 mm, avec 10,7 jours de précipitations en janvier et 7,1 jours en juillet. Pour la période 1991-2020, la température moyenne annuelle observée sur la station météorologique de Météo-France la plus proche, sur la commune de Theillay à 12 km à vol d'oiseau, est de 12,0 °C et le cumul annuel moyen de précipitations est de 810,9 mm,. Pour l'avenir, les paramètres climatiques de la commune estimés pour 2050 selon différents scénarios d'émission de gaz à effet de serre sont consultables sur un site dédié publié par Météo-France en novembre 2022.

### Voies de communication et transports

#### Voies routières
Salbris se trouve sur l'ancienne route nationale 20 et sur l'autoroute A71, entre Orléans et Vierzon.

#### Pistes cyclables
Il existe 2 pistes cyclables urbaines partant du centre ville. L'une en direction du collège (route de Souesmes), l'autre en direction d'Orléans.

#### Transports en commun

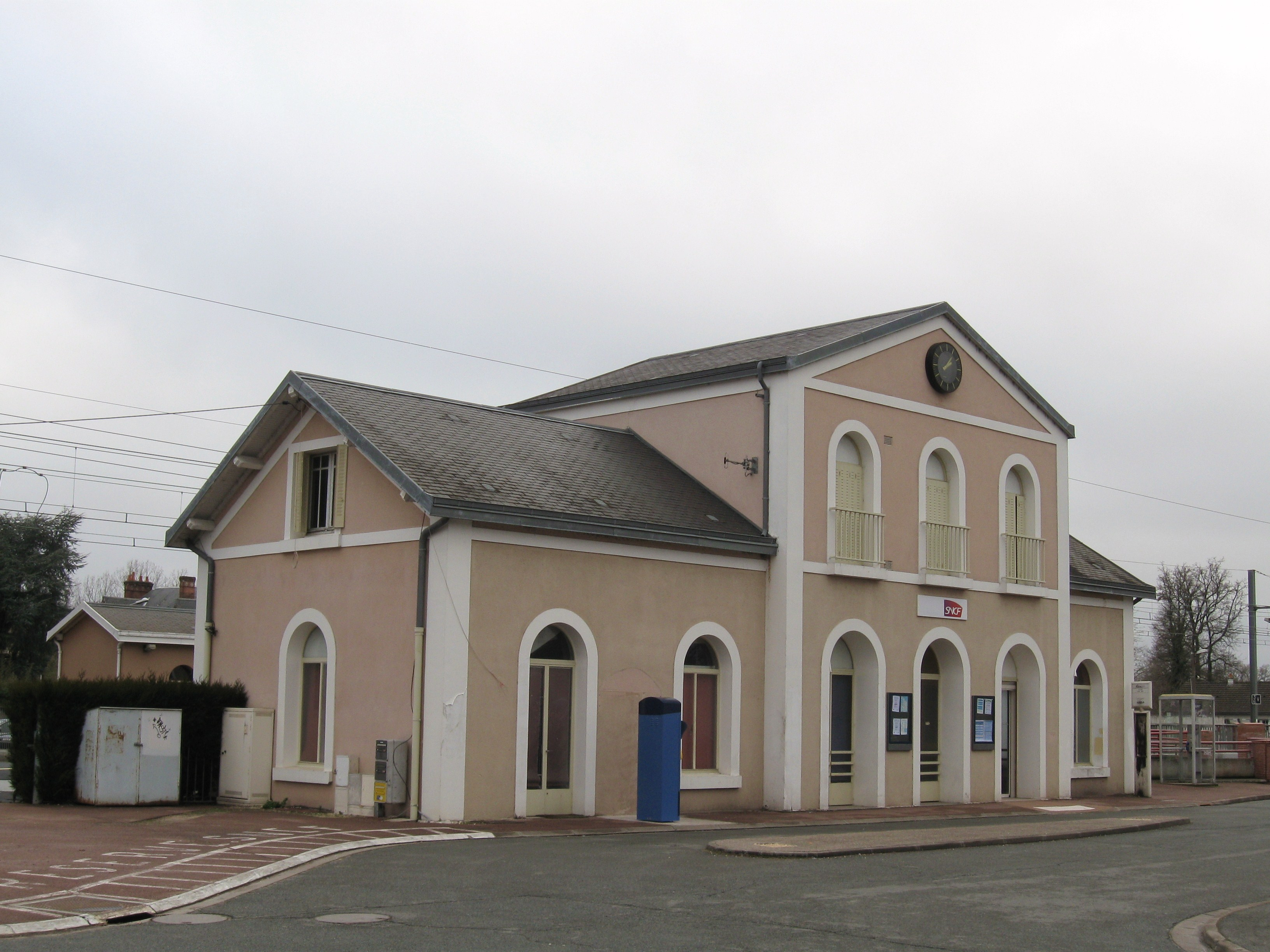
La gare de Salbris.

La commune possède sa propre gare ferroviaire, composée de deux gares proches (50 m les séparent l'une de l'autre). La première est située sur la ligne des Aubrais - Orléans à Montauban-Ville-Bourbon alors que la deuxième est actuellement le terminus de la ligne du Blanc-Argent.
Au niveau des transports routiers, la ligne 3 (Blois / Mont-près-Chambord / Salbris) du réseau Rémi (autrefois, Route 41) dessert la ville.

## Urbanisme

### Typologie
Au 1er janvier 2024, Salbris est catégorisée bourg rural, selon la nouvelle grille communale de densité à sept niveaux définie par l'Insee en 2022.
Elle appartient à l'unité urbaine de Salbris, une unité urbaine monocommunale constituant une ville isolée,. Par ailleurs la commune fait partie de l'aire d'attraction de Salbris, dont elle est la commune-centre,. Cette aire, qui regroupe 1 communes, est catégorisée dans les aires de moins de 50 000 habitants,.

## Histoire

### Toponymie

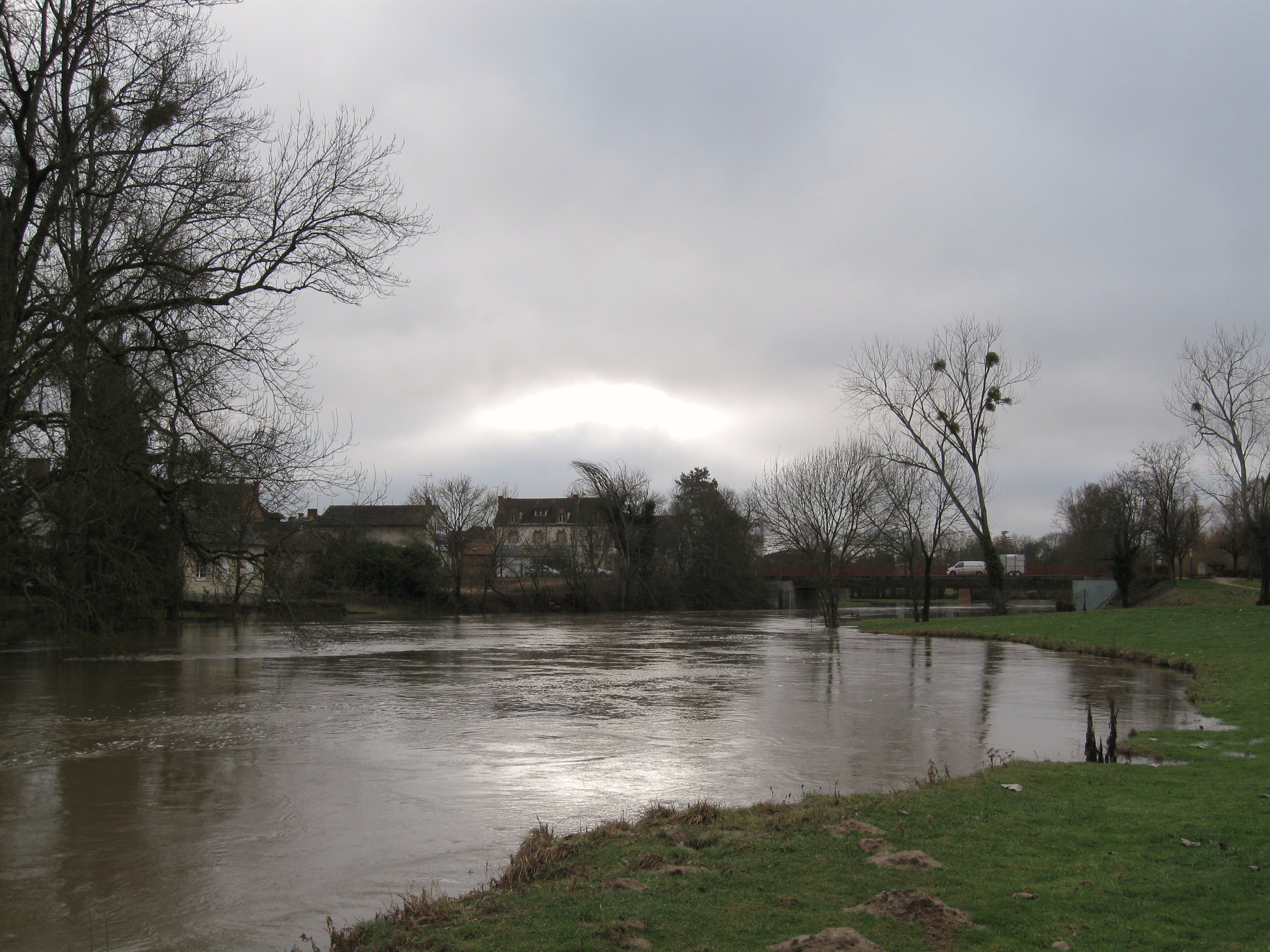
La Sauldre.

Le nom de Salbris fait référence à un passage sur la Sauldre (Salera briva, dans la langue gauloise), peut-être un gué plutôt qu'un pont.

### Préhistoire
De nombreuses « tombelles » (monticules servant de tombeau ou de monument commémoratif) aux alentours (Coursangeon, les Chapellières) témoignent d’une présence humaine dès la fin des temps préhistoriques (âge du fer).

### Antiquité
La voie romaine venant de Meung-sur-Loire passait la rivière au niveau de l’actuelle impasse de la Cure, puis suivait la rue du Berry et continuait vers Bourges ; au nord de la Sauldre, elle suivait sensiblement la rue des Pittingues, puis la route de Saint-Viâtre.

### Moyen Âge
La première mention de Salbris date de 855, comme possession de l’abbaye Saint-Sulpice de Bourges. Le bourg était d'une étendue réduite et se limitait aux rues rayonnant autour de l’église, partant de la poste à l’ouest, jusqu’au cimetière actuel à l’est.
Il existait à Salbris une seigneurie dépendant de La Ferté-Imbault. Le seigneur de Salbris percevait notamment les revenus du péage de la Sauldre, mais sa maison forte en était éloignée (Arteloup, maintenant commune de Theillay). La Maison d'Estampes a détenu la seigneurie de Salbris de la fin du XIVe siècle au milieu du XVIIIe. À partir du XVe siècle, elle a possédé surtout la baronnie de La Ferté-Imbault, dont dépendait Salbris. La baronnie fut élevée en marquisat sous Jacques d'Estampes (1590-1668), marquis de Mauny, seigneur de Salbris, maréchal de France, qui reconstruit le château de La Ferté-Imbault.

### Époque moderne
Sur le plan économique, Salbris va se développer au XIXe siècle avec la mise en valeur de la voie impériale Paris-Toulouse (l'actuelle RN 20) et l'entrée en service du chemin de fer (1847). La population progresse alors rapidement : de 1 256 habitants en 1790, puis 1 738 habitants en 1851, elle dépasse 6 000 habitants pendant le dernier quart du XXe siècle. Mais elle connaît un déclin démographique depuis lors (moins de 5 000 habitants en 2022). Aujourd'hui, Salbris est résolument tournée vers l'industrie. Elle possède en outre de nombreuses structures sportives et touristiques.

## Histoire industrielle

### Les origines
Le chemin de fer arrive à Salbris dès 1847, seulement 5 ans après la loi sur les chemins de fer. La gare de Salbris est l’une des plus vieilles de France. Salbris est sur la voie Paris-Toulouse. Les habitants de Romorantin avaient refusé les trains. Grâce à l’arrivée du chemin de fer, l’industrie de Salbris se développe.  

### Les premières industries
Toutes ces industries se développent de 1850-1930, cela commence par Les Forges de Belleville et de l’Ardoise (Route de Pierrefitte), qui ensuite sont remplacées par l’entreprise de textile (GRAVIER).
La construction du barrage de la Sauldre, sous le règne de Napoléon III durant la 2ème moitié du XIXe, a permis la production locale de l’électricité pour la région puis de déboucher sur la construction de l’industrie textile locale. Une cotonnerie est créée sur le site actuel du CRJS. Une usine de traitement de la laine permet de valoriser l’élevage de moutons de la région.
Les industries d’autres domaines entrent en jeux, les briqueteries et tuileries se mettent en place pour favoriser l’arrivée de main d’œuvre, qui entraîne les constructions de logements et d’habitations pour les ouvriers. Elles permettent également la construction des châteaux, qui deviendront les emblèmes de la Sologne comme le château de Rivauldre en 1900. Ce château appartient à la Famille Schneider et devient un lieu de représentation où hommes d’affaires et hommes politiques sont invités pour faire des affaires.
Dans un dernier temps, le savoir-faire autour du bois se développe dans cette région de forêt, dans les années 30, par les industries telle que les scieries, les usines de briquettes ainsi que les ateliers de fabrication de balais de bouleau ou de genêt. L’industrie du bois permet également la création d’une usine de poteaux (Couade) et de l’Usine Mussy (fabrique de cageots, reconvertie vers 1960 en fabrique d’aggloméré).

### L'industrie de l'armement et ses conséquences

#### L'industrie de l'armement
Dans les années 30, l'industrie de l'armement s'installe dans la région centre. Ainsi, en cas d'attaque, la livraison peut-être assurée partout sur le territoire et cette région est plus éloignée des frontières.
Dès 1929, un atelier de chargement ouvre connu comme "le camp de michenon", devenu ensuite le GIAT (Groupement Industriel des Armements Terrestres).
à la suite de l'installation du Giat, l'ERGMu (entrepôt de réserve générale de munitions), devenu depuis ETAMAT (Entrepôt munitions) est créé.
En 1954, l'installation de Matra Engins, entreprise spécialisée dans les radars marque l'âge d'or de l'industrie salbrisienne.

#### L'industrie alimentaire
Dans les années 1930, l’augmentation de la population grâce à l’industrie de l’armement dans la région de Salbris entraine la création d’une petite industrie agroalimentaire.
Ainsi l’entreprise Viginier-Morin se spécialise dans les produits à base de miel : bonbons, pains d’épices, nonnettes. L’entreprise s’est agrandie et s’est appelée Painsol.
Le bâtiment de l’usine est fermé dans les années 1990 il est aujourd’hui désaffecté.

#### Le bâtiment
Dans les années 1930, le développement de l’industrie de l’armement et l’arrivée de main d’œuvre ouvrière permet le développement du secteur de la construction. Ainsi l’entreprise Pluviaux se spécialisé dans la construction de pavillons individuels créée en 1974 et fermée en 2017

### Liste des maires

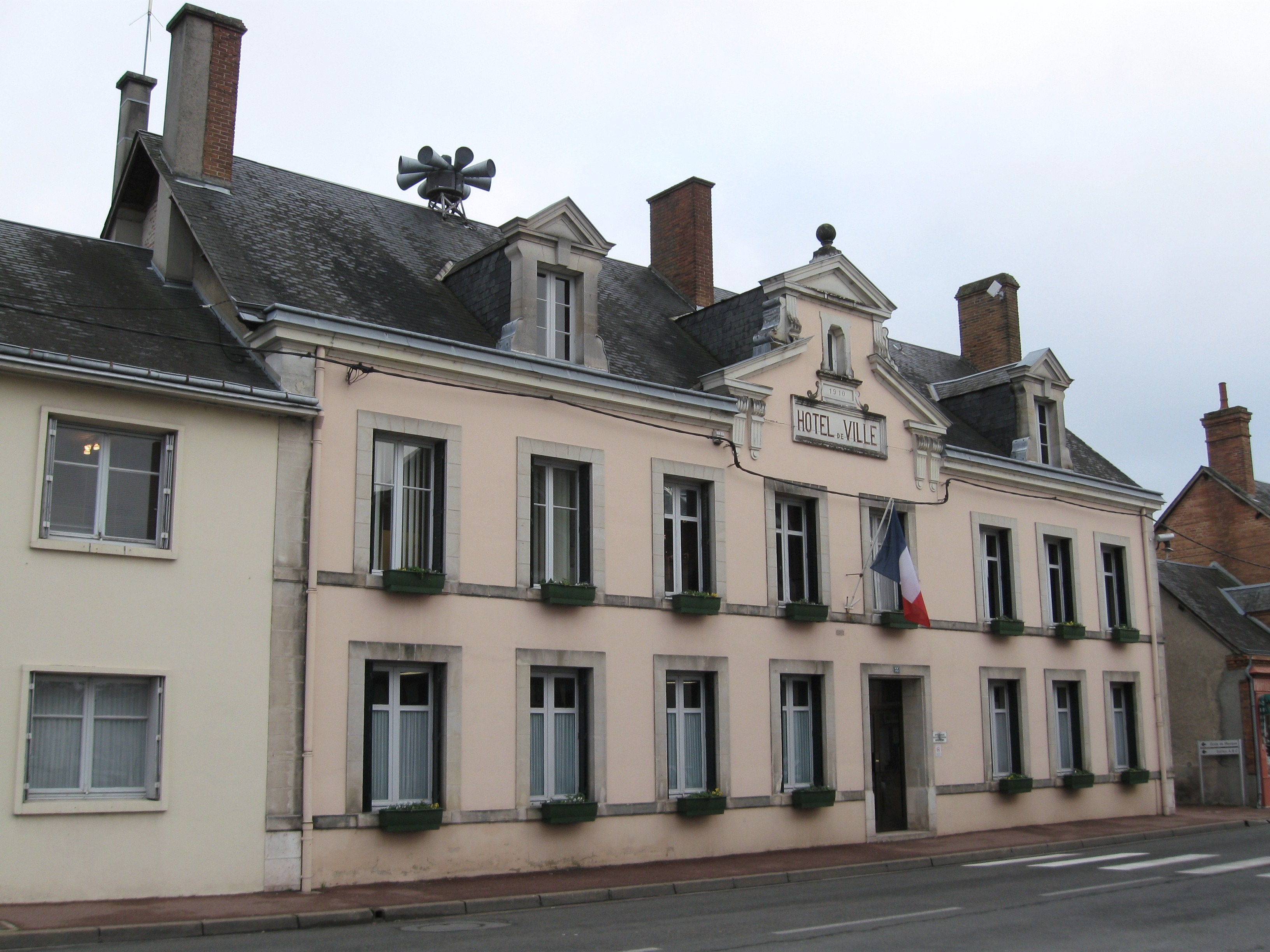
L'hôtel de ville.

## Politique et administration

### Tendances politiques et résultats
Les personnalités exerçant une fonction élective dont le mandat est en cours et en lien direct avec le territoire de la commune de Salbris sont les suivantes :
| Élection        | Territoire           | Titre                         | Nom              | Début de mandat | Fin de mandat |
| --------------- | -------------------- | ----------------------------- | ---------------- | --------------- | ------------- |
| Municipales     | Salbris              | Maire                         | Alexandre Avril  | juillet 2020    | mars 2026     |
| Communautaires  | Sologne des Rivières | Président                     | Alexandre Avril  | juillet 2020    | mars 2026     |
| Cantonales      | Canton de la Sologne | Conseiller départemental      | Pascal Bioulac   | avril 2014      | juin 2027     |
| Législatives    | 2e circonscription   | Député                        | Roger Chudeau    | juin 2022       | juin 2027     |
| Régionales      | Centre-Val de Loire  | Conseiller régional           | Alexandre Avril  | juin 2021       | juin 2028     |
| Régionales      | Centre-Val de Loire  | Président du Conseil régional | François Bonneau | septembre 2007  | juin 2028     |
| Présidentielles | France               | Président de la République    | Emmanuel Macron  | 14 mai 2017     | mai 2027      |

### Jumelages
Salbris est jumelée avec Dymchurch (comté de Kent) en Angleterre depuis 1999, et avec Loivos, paroisse civile de la municipalité de Chaves, située dans le district de Vila Real et la région Nord du Portugal depuis 2009.

## Population et société

### Démographie

#### Évolution démographique
L'évolution du nombre d'habitants est connue à travers les recensements de la population effectués dans la commune depuis 1793. Pour les communes de moins de 10 000 habitants, une enquête de recensement portant sur toute la population est réalisée tous les cinq ans, les populations de référence des années intermédiaires étant quant à elles estimées par interpolation ou extrapolation. Pour la commune, le premier recensement exhaustif entrant dans le cadre du nouveau dispositif a été réalisé en 2004.

En 2022, la commune comptait 4 880 habitants, en évolution de −8,27 % par rapport à 2016 (Loir-et-Cher : −1,15 %, France hors Mayotte : +2,11 %).
| 1793  | 1800  | 1806  | 1821  | 1831  | 1836  | 1841  | 1846  | 1851  |
| ----- | ----- | ----- | ----- | ----- | ----- | ----- | ----- | ----- |
| 1 254 | 1 106 | 1 141 | 1 389 | 1 498 | 1 612 | 1 676 | 1 704 | 1 738 |

| 1856  | 1861  | 1866  | 1872  | 1876  | 1881  | 1886  | 1891  | 1896  |
| ----- | ----- | ----- | ----- | ----- | ----- | ----- | ----- | ----- |
| 1 747 | 1 703 | 1 741 | 1 813 | 1 923 | 2 041 | 2 087 | 2 249 | 2 408 |

| 1901  | 1906  | 1911  | 1921  | 1926  | 1931  | 1936  | 1946  | 1954  |
| ----- | ----- | ----- | ----- | ----- | ----- | ----- | ----- | ----- |
| 2 813 | 2 907 | 3 036 | 3 162 | 3 467 | 3 838 | 4 383 | 3 932 | 4 300 |

| 1962  | 1968  | 1975  | 1982  | 1990  | 1999  | 2004  | 2006  | 2009  |
| ----- | ----- | ----- | ----- | ----- | ----- | ----- | ----- | ----- |
| 5 097 | 5 451 | 6 095 | 6 079 | 6 083 | 6 029 | 5 836 | 5 777 | 5 682 |

| 2014  | 2019  | 2022  | - | - | - | - | - | - |
| ----- | ----- | ----- | - | - | - | - | - | - |
| 5 398 | 4 953 | 4 880 | - | - | - | - | - | - |

La commune occupait en 2007 le 1 694e rang au niveau national, alors qu'elle était au 1 528e en 1999, et le 6e au niveau départemental sur 291 communes.
Le maximum de la population a été atteint  1975 avec 6 095 habitants.

#### Pyramide des âges
La population de la commune est relativement âgée.
En 2018, le taux de personnes d'un âge inférieur à 30 ans s'élève à 26,7 %, soit en dessous de la moyenne départementale (31,3 %). À l'inverse, le taux de personnes d'âge supérieur à 60 ans est de 37,2 % la même année, alors qu'il est de 31,6 % au niveau départemental.
En 2018, la commune comptait 2 397 hommes pour 2 663 femmes, soit un taux de 52,63 % de femmes, légèrement supérieur au taux départemental (51,45 %).
Les pyramides des âges de la commune et du département s'établissent comme suit.
| Hommes | Classe d’âge | Femmes |
| ------ | ------------ | ------ |
| 1,4    | 90 ou +      | 2,5    |
| 10,0   | 75-89 ans    | 16,5   |
| 22,2   | 60-74 ans    | 21,4   |
| 22,7   | 45-59 ans    | 21,3   |
| 14,5   | 30-44 ans    | 13,7   |
| 13,8   | 15-29 ans    | 10,7   |
| 15,4   | 0-14 ans     | 13,9   |

| Hommes | Classe d’âge | Femmes |
| ------ | ------------ | ------ |
| 1,1    | 90 ou +      | 2,6    |
| 9,2    | 75-89 ans    | 11,9   |
| 19,7   | 60-74 ans    | 20,4   |
| 20,7   | 45-59 ans    | 20     |
| 16,5   | 30-44 ans    | 16,2   |
| 15,2   | 15-29 ans    | 13,2   |
| 17,6   | 0-14 ans     | 15,7   |

### Enseignement
Salbris est située dans l'académie d'Orléans-Tours. La commune dispose deux écoles maternelles publiques, les écoles de la Souris Verte et des Petits Lutins ; de deux écoles élémentaires publiques : Yves-Gautier et Louis-Boichot ; et d'une école privée, l'école Saint-Georges.
La commune dispose d'un collège public, le collège Gaston-Jollet, géré par le département et d'un collège privé, le collège Saint-Georges.

## Sports
Le sport à Salbris a été un leitmotiv pour la municipalité en lien avec l'Association Salbris Sports.
Le canoë connait la réussite grâce à Jacky Avril et Fabien Lefèvre licenciés au club de Salbris.
Le tennis de table connait aussi son heure de gloire avec notamment les garçons et les féminines de l'AS Salbris TT en nationale 1 du championnat par équipes.
Enfin, Salbris est connue pour son circuit international de karting qui est un des plus grands circuits du monde, homologué par la Fédération Internationale. Situé le long de l’autoroute A71 (l’Arverne), à l’extrémité sud du territoire communal, son tracé asphalte outdoor est d’une longueur totale de 1500 mètres. Il alterne les lignes droites, les virages rapides et les épingles. Une partie du circuit, d’une longueur de 980 mètres, est réservée à la location et comprend le freinage principal et la ligne droite d’accélération du Circuit International. Les animations ainsi que l’école de pilotage « Sologne Karting » se font sur la partie réservée à la location ou sur la partie sud du circuit dont le tracé est plus technique avec une longueur de 650 mètres.

## Économie
Éloignée de toutes les frontières françaises (comme la ville voisine de Bourges), Salbris  a longtemps vécu grâce à la mono industrie de l'armement. Les départs successifs des entreprises Thomson, GIAT et Matra obligent la ville à reconvertir son économie.
La reconversion du territoire de Salbris offre des opportunités aux investisseurs dans un bassin d'emploi de 80 000 habitants (triangle Salbris - Romorantin - Vierzon) à 45 km de Bourges, 60 km d'Orléans et 180 km de Paris.
La commune pilote la reconversion de l'ancien site MBDA qu'elle a transformé en un lotissement industriel dénommé le « Technoparc de Salbris ». La totalité des ateliers de cette zone ont déjà trouvé preneurs. Plus d’une dizaine de PME se sont installées sur ce lotissement sécurisé. Le site accueille plusieurs activités telles l’électronique, la mécanique de précision, la fabrication de PLV, la colorimétrie. Sur la zone, on compte aussi de nombreux prestataires de services, comme des experts comptables, des avocats ou des consultants. Il reste encore 14 hectares de terrains industriels clôturés à bâtir.
La commune, le conseil général de Loir-et-Cher, le ministère de la Défense et la société de reconversion Sofred ont proposé à l'Américain Prologis, numéro 1 mondial de la logistique, associé avec l'entreprise de transports orléanaise Deret, d'installer à Salbris une plate-forme internationale sur les anciens sites de GIAT Industrie.
L'Agence de développement de la commune pilote un partenariat avec la Chine, dont l'objectif est de faciliter l'implantation en Europe d'entreprises industrielles chinoises.
La commune abrite, en 2011, la 12e base de soutien du matériel et l'établissement principal des munitions « Centre » du Service interarmées des munitions ; ce dernier emploie, en 2010, 161 salariés, dont 46 militaires, et il est réparti sur 400 hectares. Il est composé du dépôt de munitions Air de Savigny-en-Septaine et du groupement munitions Terre à Salbris, ex-détachement du 2e RMAT (2e régiment du matériel).

## Culture locale et patrimoine

### Voies
| 241 odonymes recensés à Salbris au 11 mars 2014             | 241 odonymes recensés à Salbris au 11 mars 2014 | 241 odonymes recensés à Salbris au 11 mars 2014 | 241 odonymes recensés à Salbris au 11 mars 2014 | 241 odonymes recensés à Salbris au 11 mars 2014 | 241 odonymes recensés à Salbris au 11 mars 2014 | 241 odonymes recensés à Salbris au 11 mars 2014 | 241 odonymes recensés à Salbris au 11 mars 2014 | 241 odonymes recensés à Salbris au 11 mars 2014 | 241 odonymes recensés à Salbris au 11 mars 2014 | 241 odonymes recensés à Salbris au 11 mars 2014 | 241 odonymes recensés à Salbris au 11 mars 2014 | 241 odonymes recensés à Salbris au 11 mars 2014 | 241 odonymes recensés à Salbris au 11 mars 2014 | 241 odonymes recensés à Salbris au 11 mars 2014 | 241 odonymes recensés à Salbris au 11 mars 2014 |
| Allée                                                       | Avenue                                          | Bld                                             | Chemin                                          | Cité                                            | Impasse                                         | Mail                                            | Passage                                         | Place                                           | Pont                                            | Route                                           | Rue                                             | Ruelle                                          | Voie                                            | Autres                                          | Total                                           |
| ----------------------------------------------------------- | ----------------------------------------------- | ----------------------------------------------- | ----------------------------------------------- | ----------------------------------------------- | ----------------------------------------------- | ----------------------------------------------- | ----------------------------------------------- | ----------------------------------------------- | ----------------------------------------------- | ----------------------------------------------- | ----------------------------------------------- | ----------------------------------------------- | ----------------------------------------------- | ----------------------------------------------- | ----------------------------------------------- |
| 2                                                           | 9                                               | 1                                               | 5                                               | 2                                               | 26                                              | 0                                               | 0                                               | 5                                               | 0                                               | 7                                               | 92                                              | 0                                               | 0                                               | 92                                              | 241                                             |
| Notes « N »                                                 | Notes « N »                                     | 1. 2. 3. 4. 5. 6. 7. 8.                         | 1. 2. 3. 4. 5. 6. 7. 8.                         | 1. 2. 3. 4. 5. 6. 7. 8.                         | 1. 2. 3. 4. 5. 6. 7. 8.                         | 1. 2. 3. 4. 5. 6. 7. 8.                         | 1. 2. 3. 4. 5. 6. 7. 8.                         | 1. 2. 3. 4. 5. 6. 7. 8.                         | 1. 2. 3. 4. 5. 6. 7. 8.                         | 1. 2. 3. 4. 5. 6. 7. 8.                         | 1. 2. 3. 4. 5. 6. 7. 8.                         | 1. 2. 3. 4. 5. 6. 7. 8.                         | 1. 2. 3. 4. 5. 6. 7. 8.                         | 1. 2. 3. 4. 5. 6. 7. 8.                         | 1. 2. 3. 4. 5. 6. 7. 8.                         |
| Sources : rue-ville.info & perche-gouet.net & OpenStreetMap |                                                 |                                                 |                                                 |                                                 |                                                 |                                                 |                                                 |                                                 |                                                 |                                                 |                                                 |                                                 |                                                 |                                                 |                                                 |

### Lieux et monuments

#### L'église Saint-Georges

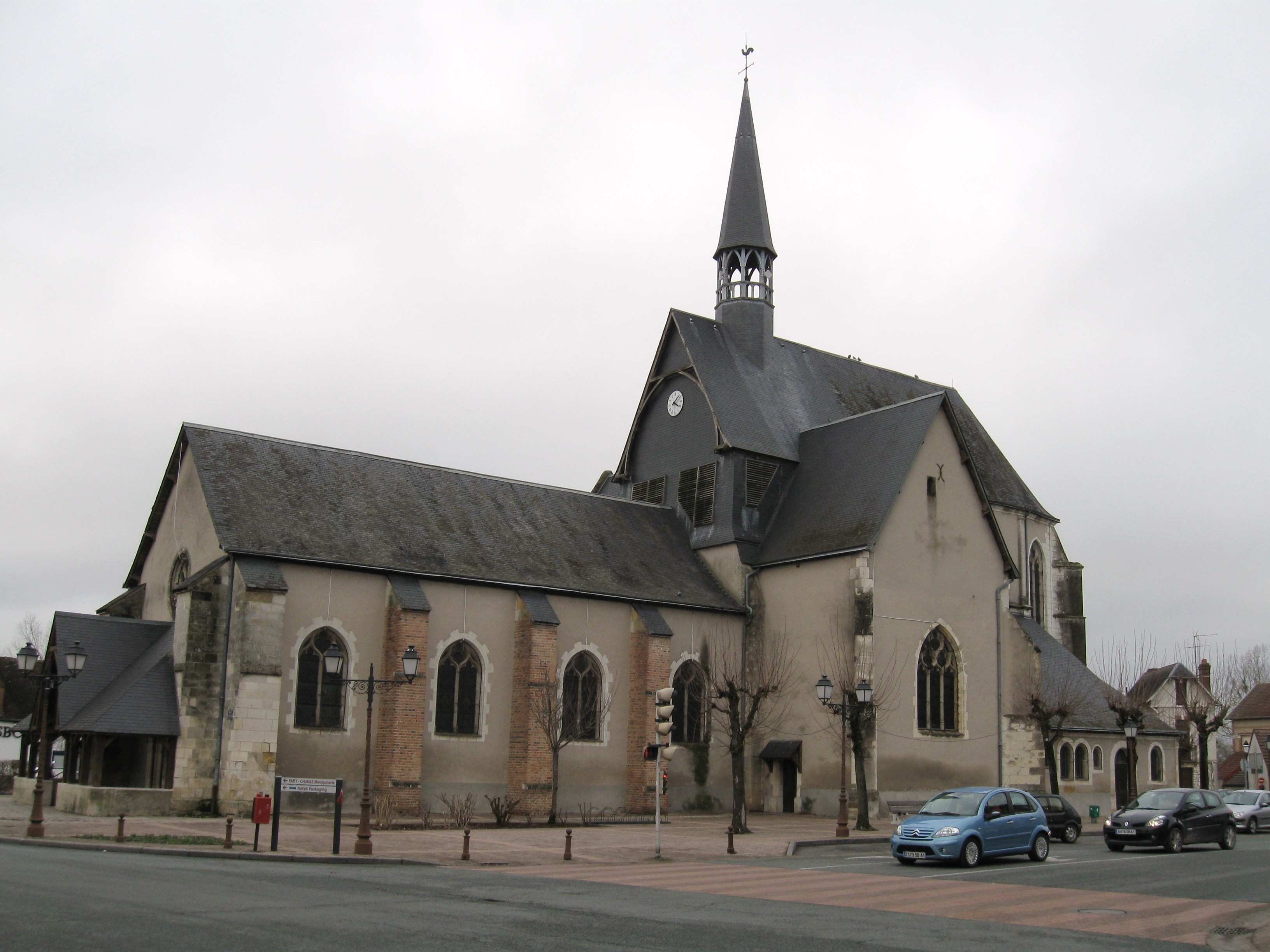
Église Saint-Georges.

Salbris possédait un prieuré de l'abbaye bénédictine de Saint-Sulpice de Bourges mentionné dès le IXe siècle. L'église Saint-Georges possède une partie du XIIe siècle (le carré du transept). La nef pourrait dater du XIVe siècle. Les chapelles constituant les bras du transept ont été ajoutées au XVIe siècle. La partie la plus remarquable est le chœur, datant également du XVIe siècle. Il est de proportions plus élevées que le reste de l'édifice, ce qui semble indiquer que l'on a eu l'intention de reconstruire toute l'église dans le même style. Au fond du chœur a été érigé en 1682 un retable de style classique en pierre et en marbre, décoré des statues de Dieu le Père, saint Georges et saint Joseph. La partie centrale est occupée par une pietà du début du XVIIe siècle, provenant de l'abbaye Saint-Sulpice de Bourges, et acquise par le curé en 1791. Le maître-autel de pierre date du début du XVIIe siècle et provient des Carmes de Bourges. Le clocher possède quatre cloches qui sonnent le notes ré dièse, fa, sol et la dièse.

#### La chapelle Notre-Dame-de-Pitié

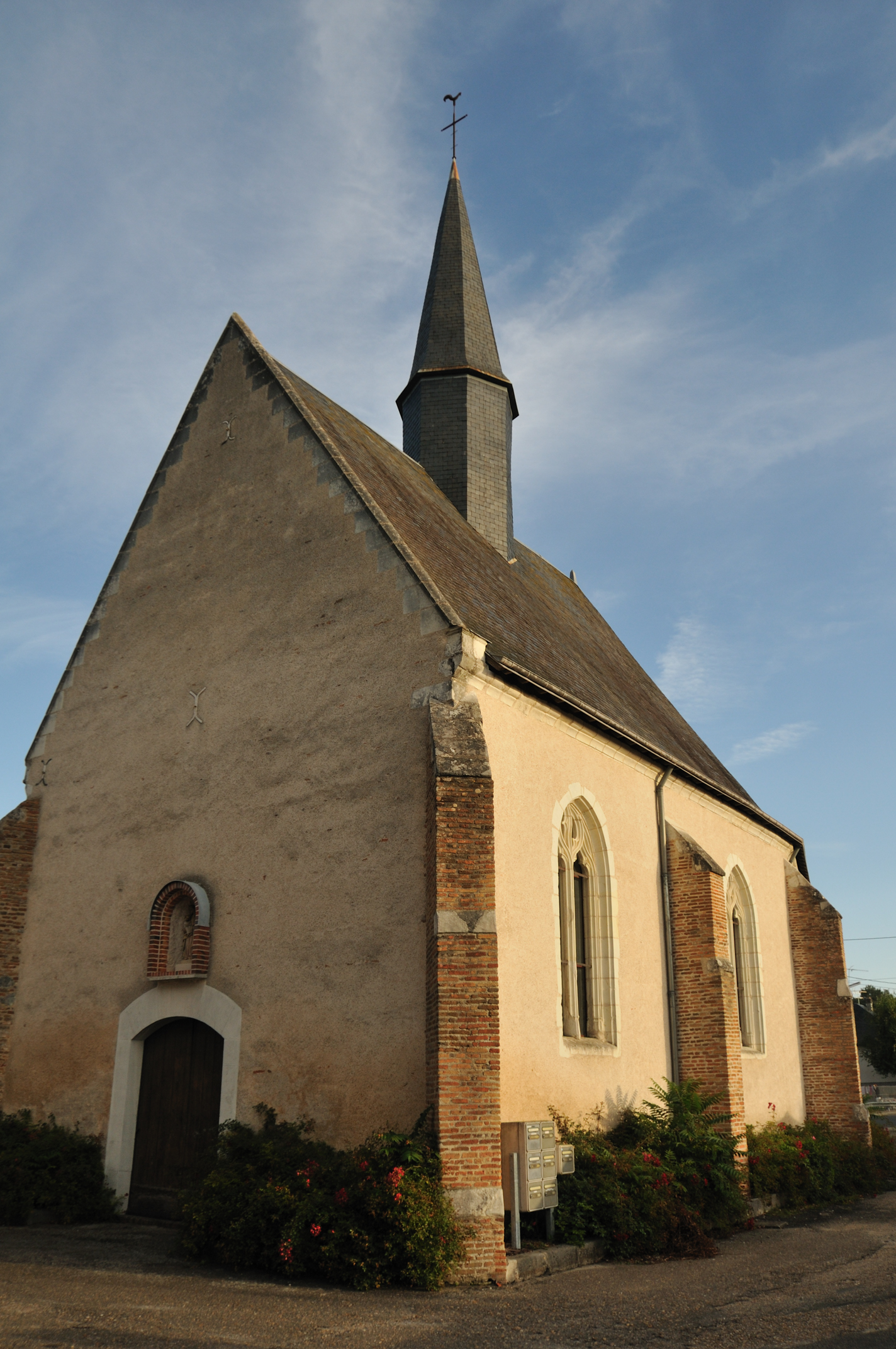
Chapelle Notre-Dame de Pitié

La chapelle Notre-Dame de Pitié (ou des Sept-Douleurs) était, encore au XVIIIe siècle, un sanctuaire à répit, où certains parents apportaient le cadavre d'un enfant mort-né, dans l'espoir que la Vierge lui redonnerait vie pendant quelques instants, le temps de lui conférer le baptême et ainsi de lui permettre  d'entrer au paradis. Au XIXe siècle, la Vierge de Salbris était en grande vénération pour les femmes enceintes ou en couches, ou pour les malades à l'extrémité. Jusqu'à la Seconde Guerre mondiale, on y conduisait les enfants en langueur ou convulsionnés.
La chapelle, qui daterait du début du XVIIe siècle, possède un retable de bois, également du XVIIe siècle, décoré d'un groupe sculpté et d'une peinture figurant tous deux la Vierge de Pitié.

#### Édifices urbains

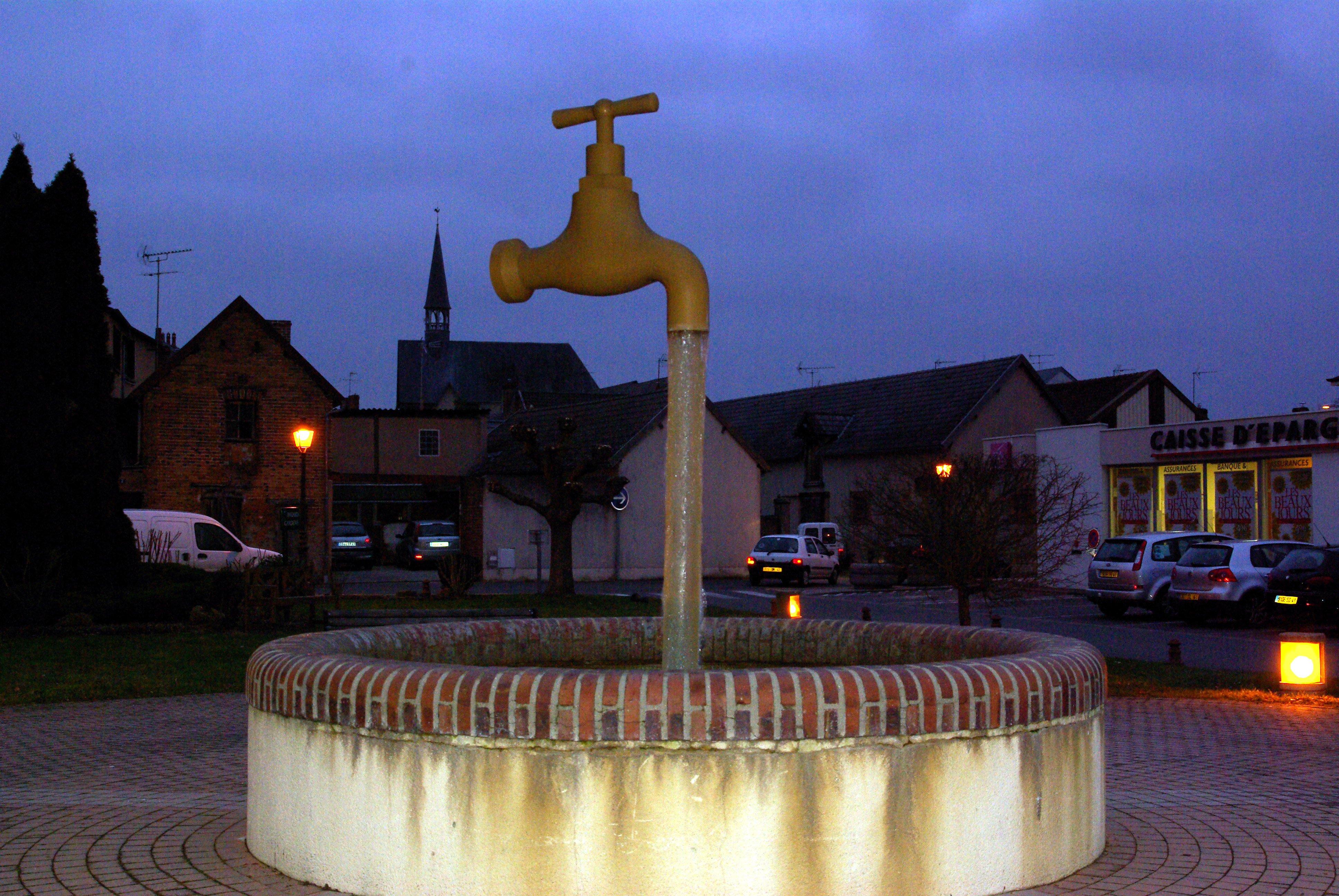
Robinet de Salbris.

Salbris possède quelques maisons anciennes restaurées, rue de Gascogne, rue Anne-Grelat, rue du Général-Giraud (pharmacie au coin de la RN 20). L’actuel boulevard de la République (RN 20) date probablement du Moyen Âge, et a été restauré en 1751.
La Saulot est un bâtiment construit par Auguste Perret et son frère en 1907-1908, servant de relais de chasse. Le corps principal est de forme octogonale avec deux petites ailes. Son style est proche de ceux du mouvement Arts & Crafts.
La ville dispose du plus grand circuit de karting au monde sur lequel plusieurs championnats du monde ont déjà été organisés.
Il faut aussi mentionner un monument original : le Robinet de Salbris. C'est un robinet flottant d’inspiration japonaise dont il existe d'ailleurs un second exemplaire au Japon. Lors de son 5e mandat, Roger Corrèze, maire de Salbris de 1965 à 1995, entreprit un voyage parlementaire dans ce pays et y vit ce système de robinet. À son retour, il en fit construire un à Salbris en 1989.

#### Le château de Rivaulde
Salbris possède de nombreux domaines à l'architecture typiquement solognote (colombages et brique). Un des plus beaux est probablement celui de Rivaulde dont le château date de 1524, mais qui fut reconstruit en 1902 par l’architecte Coulon. C'est alors un cadeau d’Henri Schneider à sa femme, Eudoxie Asselin (1853-1942).
Au XVe siècle, Rivaulde était un château fort appartenant à la famille des seigneurs de La Ferté-Imbault. Transformé en manoir, il appartient au XIXe siècle au peintre Toulouse-Lautrec. À la fin de sa vie, le peintre ruiné revendra en 1882 l’ensemble de la propriété sur 3000 hectares aux frères Schneider, riches industriels du Creusot, qui démolissent l’ancienne forteresse et font rebâtir l’édifice que l’on connaît aujourd’hui. De vastes dimensions, avec ses dépendances et notamment les écuries (que l’on peut visiter, route de Souesmes), le château de Rivaulde est alors surnommé « le petit Vaux-le-Vicomte ». Henri Schneider meurt le 18 mai 1898, sans voir son nouveau château et laissant à sa femme, Eudoxie, la gestion du domaine.
Mme Schneider fait de Rivaulde sa résidence de prédilection. Là, elle collectionne meubles anciens et objets d’art. La chasse tient une grande place dans la vie sociale, dans l'établissement et l’entretien de réseaux relationnels. Dans des réceptions somptueuses, elle reçoit aussi bien les membres de familles aristocratiques telles que les Luynes, les d’Harcourt, les Broglie, les La Rochefoucauld, que ceux de la haute bourgeoisie industrielle comme les Hennessy, les Lebaudy, les Wendel, les Seillière. Une photographie datant de 1913 atteste la présence du Prince de Galles en vacances au château. De grands noms de la noblesse, de la finance, de l’industrie et de la diplomatie comptent parmi les habitués de la famille.
Dans les années 1950, les héritiers Schneider ne peuvent plus entretenir cette énorme bâtisse qui est revendue au groupe Michelin. Celui-ci en fait une colonie de vacances puis l’abandonne aux pillards. Dans les années 1960, le château est revendu morcelé en copropriétés. En 1985 est construit un golf par un riche industriel parisien, mais celui-ci fait faillite en 1996 et les installations sont revendues à la mairie de Salbris. Le reste des 3 000 hectares est partagé par les descendants de la branche Sauvage de Brantes, dont est issue, entre autres, Anne-Aymone, épouse du président Valéry Giscard d'Estaing, ou le père de celle-ci, François, résistant mort à Mauthausen (Autriche) en 1944.

### Héraldique
|  | Les armoiries de Salbris se blasonnent ainsi : De sinople à l'écusson d'argent chargé d'un chevron de sable accompagné de trois abeilles volant du même, ledit écusson accompagné de cinq quintefeuilles ordonnées trois en chef et deux aux flancs, soutenu de deux faisans adossés, le tout d'or. |

### Manifestations culturelles et festivités
La ville a été le siège de la 19e rencontre mondiale des amis de la 2CV en juillet 2011, avec plus de 7 000 véhicules présents.
Le festival de jazz manouche Swing41 y a lieu le premier week-end de juin depuis 2002.
Du vendredi 29 avril au lundi 2 mai s'est déroulé le Teknival du 1er mai. Près de 14.000 personnes se sont déplacées et ont investi un champ de 6 hectares.

## Personnalités liées à la commune
- Henri Schneider est né au Creusot le 10 décembre 1840, est un maître de forges et homme politique français.
- Nicolas Sokoloff, magistrat russe
- Madeleine Sologne (1912-1995) est une actrice de théâtre et de cinéma française
- Le peintre Léon Belly achète une propriété et fait construire son habitation à Montboulan en 1867. Il est enterré à Salbris.
- Le musicien Django Reinhardt s'y est marié en 1943 et y a acheté une résidence secondaire[37].
- Olivier Dassault, patron de presse, y avait une propriété[38].
- Joseph Moingt, théologien, y est né en 1915.
- Farid Boudebza a entrainé le club de l'Association Salbris Sports pendant 27 ans (1981-2008).
- Le compositeur Guy Magenta (né Guy Freidline à Paris 10e le 11 juillet 1927) est décédé, d'un accident de voiture, au lieu-dit « Remarday » le 29 octobre 1967.

Les trois frères Beaugendre, coureurs cyclistes professionnels, sont nés à Salbris :
- Joseph (19 mars 1870-7 juillet 1928) ;
- François (25 juillet 1880-6 janvier 1936 à Paris 14e) ;
- Omer (9 septembre 1883-20 avril 1954 à Salbris).